# Au Rêve
Au Rêve fondé en 1921, est un bistrot emblématique situé au cœur de Montmartre à Paris, connu pour avoir été fréquenté par de nombreux artistes, écrivains et figures emblématiques de l'époque comme Jacques Brel, Louis-Ferdinand Céline, Georges Simenon ou Marcel Aymé.

## Histoire
Au Rêve, fondé en 1921, voit le jour dans une ancienne crèmerie, au moment où l'absinthe vient d’être interdite, ce qui lui donne son nom. Niché dans le quartier mythique de Montmartre, ce bistrot est rapidement devenu un lieu de vie, de rencontre et d’expression culturelle.
En 1954, Etienne Planchon,le père d’Elyette Ségard, arrivé de Lozère pour être formé à Paris par un oncle Bougnat, reprend l’établissement.La mère d'Elyvette meurt en 1962 suivit de son père en 1964. Elyette, âgée de seulement 19 ans, devient la propriétaire avec à sa charge son frère cadet,.
Jacques Brel y écrit les premières paroles de Ne me quitte pas, installé près de la fenêtre, attendant Suzanne Gabriello
En 2008, Elyette et son mari Pierre, surnommé "Picsou" pour son passé de banquier, passent la main après un demi-siècle de gestion.